# Pilodeudorix diyllus
Pilodeudorix diyllus är en fjärilsart som beskrevs av William Chapman Hewitson 1878. Pilodeudorix diyllus ingår i släktet Pilodeudorix och familjen juvelvingar. Inga underarter finns listade i Catalogue of Life.

## Bildgalleri

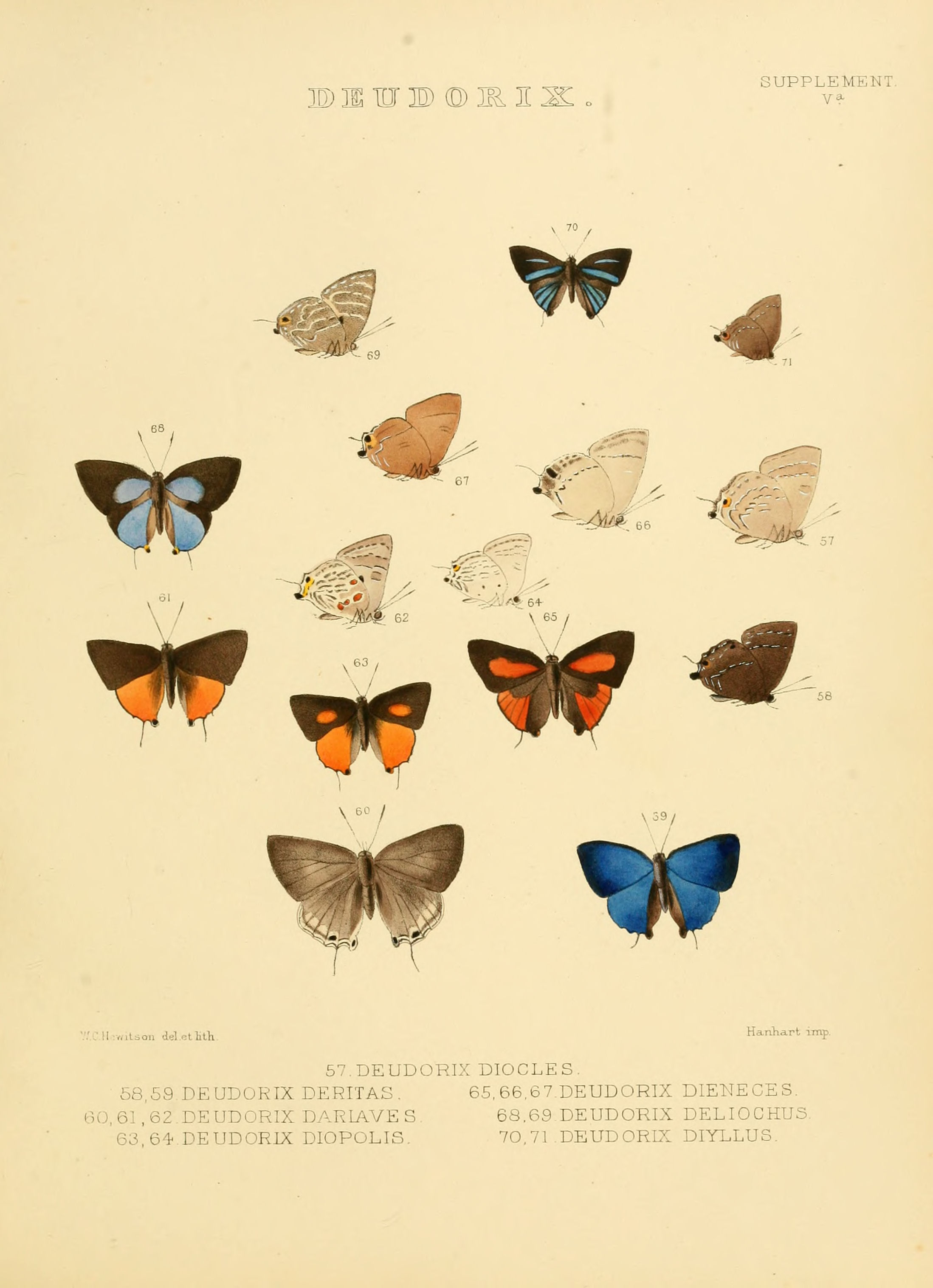
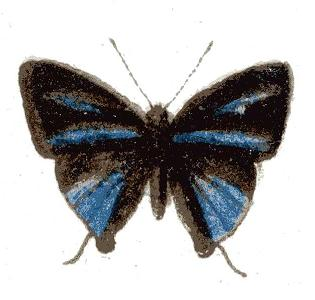
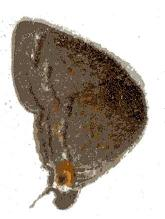
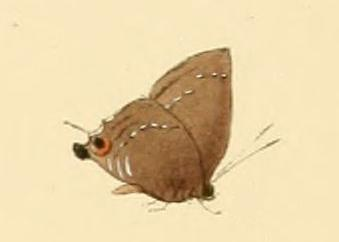
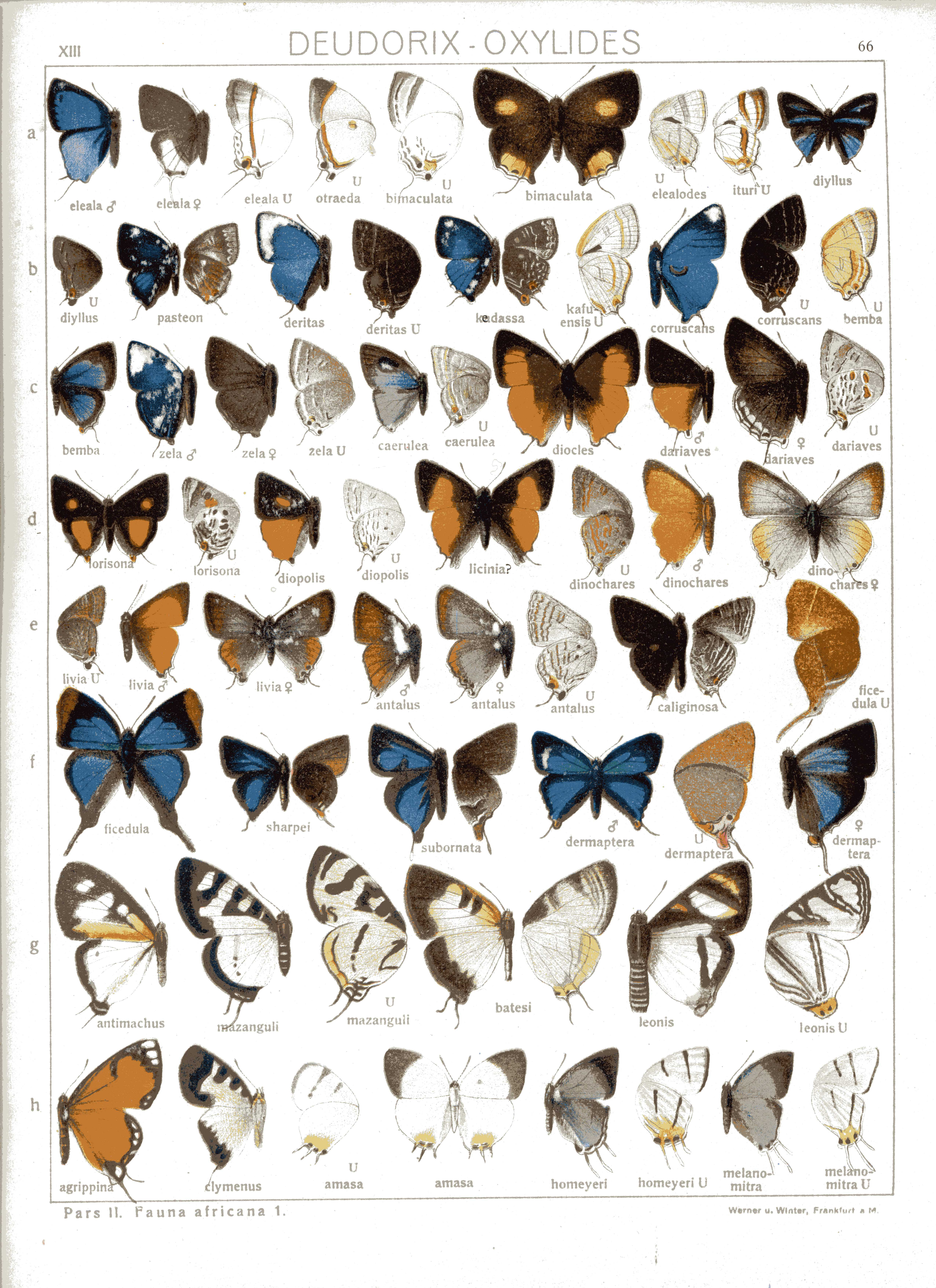